# Laura Medviďová
Laura Medviďová (n. 1 iunie 2005, Sliepkovce, Košický kraj, Slovacia) este o sportivă ce a reprezentat Slovacia. A participat la competiții asociate Jocurilor Olimpice în care a câștigat o medalie de bronz.

## Participări
Lista de mai jos prezintă principalele competiții la care a participat Laura Medviďová de-a lungul carierei.
- Jocurile Olimpice de iarnă pentru tineret din 2020[*][2]